# Margalaksana (Sumedang Selatan)
Margalaksana is een bestuurslaag in het regentschap Sumedang van de provincie West-Java, Indonesië. Margalaksana telt 2540 inwoners (volkstelling 2010).